# Tagliacozzo
Tagliacozzo – miejscowość i gmina we Włoszech, w regionie Abruzja, w prowincji L’Aquila.
Według danych na rok 2004 gminę zamieszkiwały 6464 osoby, 72,6 os./km².